# Ousman Manneh
Ousman Manneh (Ginak Kajata, 10 de março de 1997) é um futebolista profissional gambiano que atua como atacante.

## Carreira
Ousman Manneh começou a carreira no Werder Bremen.